# Восхождение Мистериона
«Восхождение Мистериона» (англ. Mysterion Rises) — эпизод 1412 (№ 207) сериала «Южный парк», премьера которого состоялась 3 ноября 2010 года.
Эпизод является непосредственным продолжением эпизода «Енот 2: Послевидение». Продолжение истории описывается в эпизоде «Енот против Енота и друзей».

## Сюжет
Енот (Картман) ненавидит своих бывших друзей-«супергероев», изгнавших его из «Енот и его команды» (англ. Coon and Friends), и летит на самолёте в Новый Орлеан, чтобы встретиться лицом к лицу с Ктулху, который появился на Земле в результате катастрофы, организованной компанией BP, о чём рассказывается в предыдущем эпизоде.
«Енот и его команда» без Енота торгует лимонными пирожными на входе в торговый центр, чтобы собрать деньги в помощь жителям побережья Мексиканского залива, которых терроризирует Ктулху и другие создания из параллельного мира. Одно из пирожных у них покупает странный на вид человек, заявляющий, что им не остановить Ктулху и что его пробуждение было предсказано в Некрономиконе. Мистерион с друзьями отправляется на «секретную базу», но обнаруживают там страшный разгром. Тут же к ним приходит пьяный Капитан Очевидность с пистолетом и, угрожая расправой, требует, чтобы они отдали его фотографии с Кортни Лав, которые сфальсифицировал Картман. Мистерион уговаривает его вернуться к своему делу, но тот отказывается и продолжает угрожать ребятам. Тогда Мистерион смело подставляет свою голову под ствол и говорит: «Стреляй, ссыкло!», остальные мальчики говорят ему: «Остынь, Кенни!» (из чего становится ясно, что Мистерион — это Кенни), но затем по просьбе Мистериона уходят. Мистерион объясняет Капитану Очевидность, что тоже обладает сверхспособностью — его невозможно убить, каждый раз после смерти на следующий день он просыпается в своей кровати.
Картман тем временем добирается до Нового Орлеана и просит Ктулху уничтожить его друзей, «предавших его», но Ктулху на него не реагирует. После того как Ктулху ложится отдохнуть после очередных разрушений, Картман пытается уговорить его лаской. На этот раз Ктулху соглашается и отправляется вместе с Картманом уничтожать указанные им города.
Мистерион с друзьями дома у Клайда ищут в интернете информацию про Некрономикон, и выясняют, что он имеет отношение к секте поклонников Ктулху, ждущих его пришествия на землю. Среди членов секты, арестованных 10 лет назад, Кенни узнаёт своих родителей и идёт к ним в образе Мистериона, но выясняет, что они были там лишь из-за бесплатного пива; они называют ему место и день недели регулярных собраний культа. Команда Мистериона отправляется проследить за собранием секты, где обнаруживает многих знакомых. Когда дети-готы, являющиеся поклонниками Ктулху, возвращаются с собрания, Мистерион пытается их допросить, но его окружают другие сектанты и убивают. На следующее утро Кенни просыпается живым и здоровым у себя в спальне, друзья зовут его вместе с ними остановить секту, они не помнят его гибели.

## Енот и его команда без Енота
- «Инструмент» (англ. Toolshed) — Стэн
- «Контейнер» (англ. Tupperware) — Токен
- «Железная дева» (англ. Iron Maiden) — Тимми
- «Москит» (англ. Mosquito) — Клайд
- «Человек-Воздушный змей» (англ. Human Kite) — Кайл
- «Мятно-ягодный хруст» (англ. Mintberry Crunch) — Брэдли
- «Мистерион» (англ. Mysterion) — Кенни

## Оценки и критика
Обозреватель IGN Рамзи Ислер, похвалив анимацию и отметив, что эпизод в целом вышел намного лучше предыдущего, посетовал на слабость комедийной составляющей. «Хотя он мне понравился, я практически не смеялся… почти всё, что в нём было, вызвало у меня не более чем улыбку или лёгкую усмешку», — сказал критик. По мнению Ислера, использованные в эпизоде отсылки к аниме Хаяо Миядзаки «Мой сосед Тоторо» выглядели странно даже для любителя и знатока аниме, а для остальной аудитории они просто бессмысленны. Единственным моментом, заставившим его смеяться, критик назвал пародию на рекламный ролик ЛеБрона Джеймса What Should I Do, который вышел в эфир за неделю до премьеры мультфильма.
Шон О’Нил из The A.V. Club подверг эпизод критике за растянутость. И хотя пародия на ролик ЛеБрона Джеймса О’Нилу тоже показалась забавной, но, практически покадрово воспроизводя ролик продолжительностью в две с половиной минуты, она затормаживала действие, и если бы не подобные отвлечения, по словам критика, сюжет Мистериона вполне поместился бы в 2 динамичных эпизода вместо затянутых трёх.